# 八字胡斯文
八字胡斯文（丹麥語：Svend Tveskæg；960年—1014年2月3日），英语中作八字胡斯韦恩（英語：Sweyn Forkbeard），丹麥國王（985年－1014年在位）、英格蘭國王（1013年－1014年在位）、挪威國王（1000年－1014年在位）。
983年藍牙哈拉爾將德意志諸侯逐出丹麥，但是八字鬍斯韋恩卻在此時叛變。
986年或987年早期，在其父親藍牙哈拉爾去世後，他繼位成為丹麥國王。
1000年，在斯瓦爾巴海戰中，埃里克·哈康松聯合奧洛夫·舍特康努格及丹麥國王八字鬍斯文打敗奧拉夫·特里格維松的艦隊並迫死奧拉夫，為父報仇。此後，挪威再次成為丹麥的附庸。名義上丹麥國王斯文一世為挪威的統治者，他委任埃里克·哈康松及斯維·哈康松兩兄弟共同統治挪威。
1002-1005年、1006-1007年和 1009-1012年間，他連續發動了對英格蘭的襲擊，起因為英王埃塞爾雷德發動的聖布萊斯日大屠殺，據說他的妹妹和姐夫在其中被殺。
1003-1004年，斯文在威塞克斯和東盎格利亞出戰，但飢荒迫使他於1005年返回丹麥。
1006-1007年，斯文發動了進一步的襲擊，約姆斯維京（Jomsviking）勳爵托基爾（Thorkell the Tall）率領維京雄獅入侵英格蘭。西蒙凱恩斯認為斯文是否支持這些入侵尚不確定，但“無論如何，他很快就利用了索凱爾軍隊活動造成的破壞”，通過突襲獲得了大量丹吉爾。
1013年，他親自率領軍隊全面入侵英格蘭，攻入英格蘭，擊敗英王埃塞爾雷德，開創了丹麥王朝，但僅僅一年後的1014年2月3日，斯韦恩去世後丹麥撤退威塞克斯王朝復辟。在入侵開始前，斯文一世與理查二世談判達成協議，丹麥人獲准在諾曼底出售他們的戰利品。
其长子哈拉爾接替他成為丹麥国王，即哈拉尔二世；另一子克努特接替他成为英格兰国王，也即后来的克努特大帝。

## 尼特靈格王朝重返英格蘭
1469年，詹姆斯三世與尼特靈格王朝丹麥的瑪格麗特結婚，將尼特靈格的血統注入蘇格蘭王室斯圖亞特王朝。
1603年，蘇格蘭的詹姆斯六世繼承英國王位後，尼特靈格王朝的後代再次成為英格蘭的君主。

## 相關創作
海盜戰記-丹麥國王斯韋恩，作者：幸村誠
| 八字胡斯文 高姆王朝出生于：960年逝世於：1014年2月3日 | 八字胡斯文 高姆王朝出生于：960年逝世於：1014年2月3日 | 八字胡斯文 高姆王朝出生于：960年逝世於：1014年2月3日 |
| 統治者頭銜                                           | 統治者頭銜                                           | 統治者頭銜                                           |
| ---------------------------------------------------- | ---------------------------------------------------- | ---------------------------------------------------- |
| 前任： 哈拉爾一世                                    | 丹麥國王 985年－1014年                               | 繼任： 哈拉尔二世                                    |
| 前任： 奥拉夫一世                                    | 挪威國王 1000年－1014年                              | 繼任： 奥拉夫二世                                    |
| 前任： 埃塞爾雷德二世                                | 英格蘭國王 1013年－1014年                            | 繼任： 埃塞爾雷德二世                                |

1. ↑  . St Brice's Day massacre.   [2022-10-23]. （原始内容存档于2023-01-13）.